# Seznam ministrů zahraničí Habsburské monarchie

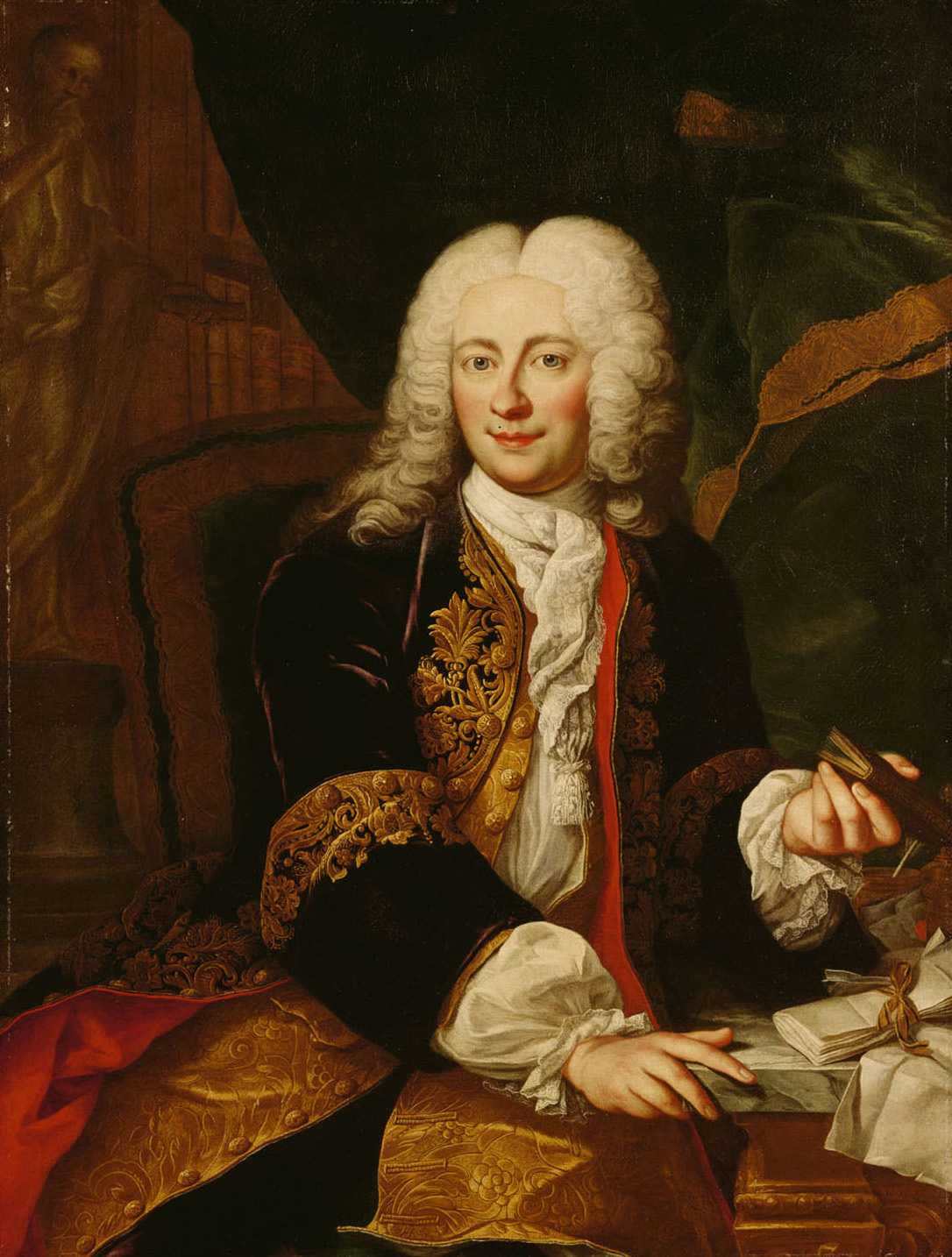
Jan Kryštof z Bartensteina, první ministr zahraničí

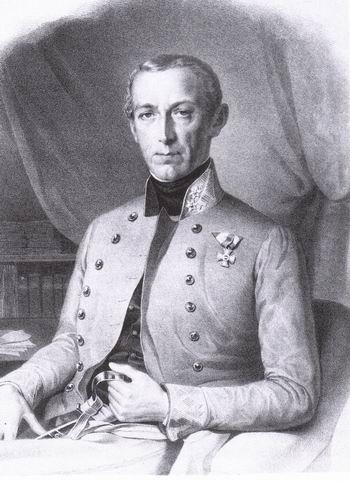
Ministr Felix ze Schwarzenbergu

Toto je seznam ministrů zahraničí Habsburské monarchie, tzn. Rakouského císařství a Rakouska-Uherska.

## Rakouské dědičné země (do roku 1804)
Označení bylo většinou ministr vnějších záležitostí (něm. Minister der auswärtigen Angelegenheiten)
1. Jan Kryštof z Bartensteina 1727–1753
2. Hrabě Antonín Corfiz z Ulfeldtu 1742–1753
3. Kníže Václav Antonín z Kounic-Rietbergu 1753–1792
4. Hrabě Jan Filip Cobenzl 1792–1793
5. Baron František Maria z Thugutu 1793–1800
6. Hrabě Ferdinand z Trauttmansdorffu 1800–1801
7. Hrabě Jan Ludvík Cobenzl 1801– (1805)

## Rakouská říše (1804–1867)
Označení bylo (od roku 1848 c. k.) ministr vnějších záležitostí (něm. Minister der auswärtigen Angelegenheiten)
1. Hrabě Jan Ludvík Cobenzl (1801) -1805
2. Jan Filip I. ze Stadionu 1805–1809
3. Klement Václav kníže z Metternich-Winneburgu 1809–1848
4. Karel Ludvík hrabě z Ficquelmontu 1848
5. Baron Jan Filip z Wessenbergu 1848
6. Felix princ ze Schwarzenbergu 1848–1852
7. Karel Ferdinand hrabě z Buol-Schauensteinu 1852-1859
8. Jan Bernard z Rechbergu a Rothenlöwenu 1859–1864
9. Hrabě Alexandr z Mensdorff-Pouilly 1864–1866
10. Hrabě Friedrich Ferdinand von Beust 1866–1867

## Rakousko-Uhersko (1867-1918)
Název funkce zněl ministr císařského a královského domu a vnějších věcí (něm. Minister des kaiserlichen und königlichen Hauses und des Äußern) byl také předsedou Společné rady ministrů do 31. října 1918 existující reálné unie Rakouska-Uherska.
1. Hrabě Friedrich Ferdinand von Beust 1867–1871
2. Hrabě Gyula Andrássy st. 1871–1879
3. Baron Heinrich Karl von Haymerle 1879–1881
4. Hrabě Gustav Kálnoky 1881–1895
5. Hrabě Agenor Goluchowski 1895–1906
6. Hrabě Alois Lexa z Ährenthalu 1906–1912
7. Hrabě Leopold Berchtold z Uherčic 1912–1915
8. István Burián z Rajecze 1915–1916
9. Hrabě Ottokar Czernin 1916–1918
10. István Burián z Rajecze 1918
11. Gyula Andrássy ml. 1918
12. Ludwig von Flotow, likvidační, 2.–11. listopadu 1918